# 纤枝短月藓
纤枝短月藓（学名：Brachymenium exile）为真藓科短月藓属下的一个种。